# Lambertuskapelle (Ramrath)

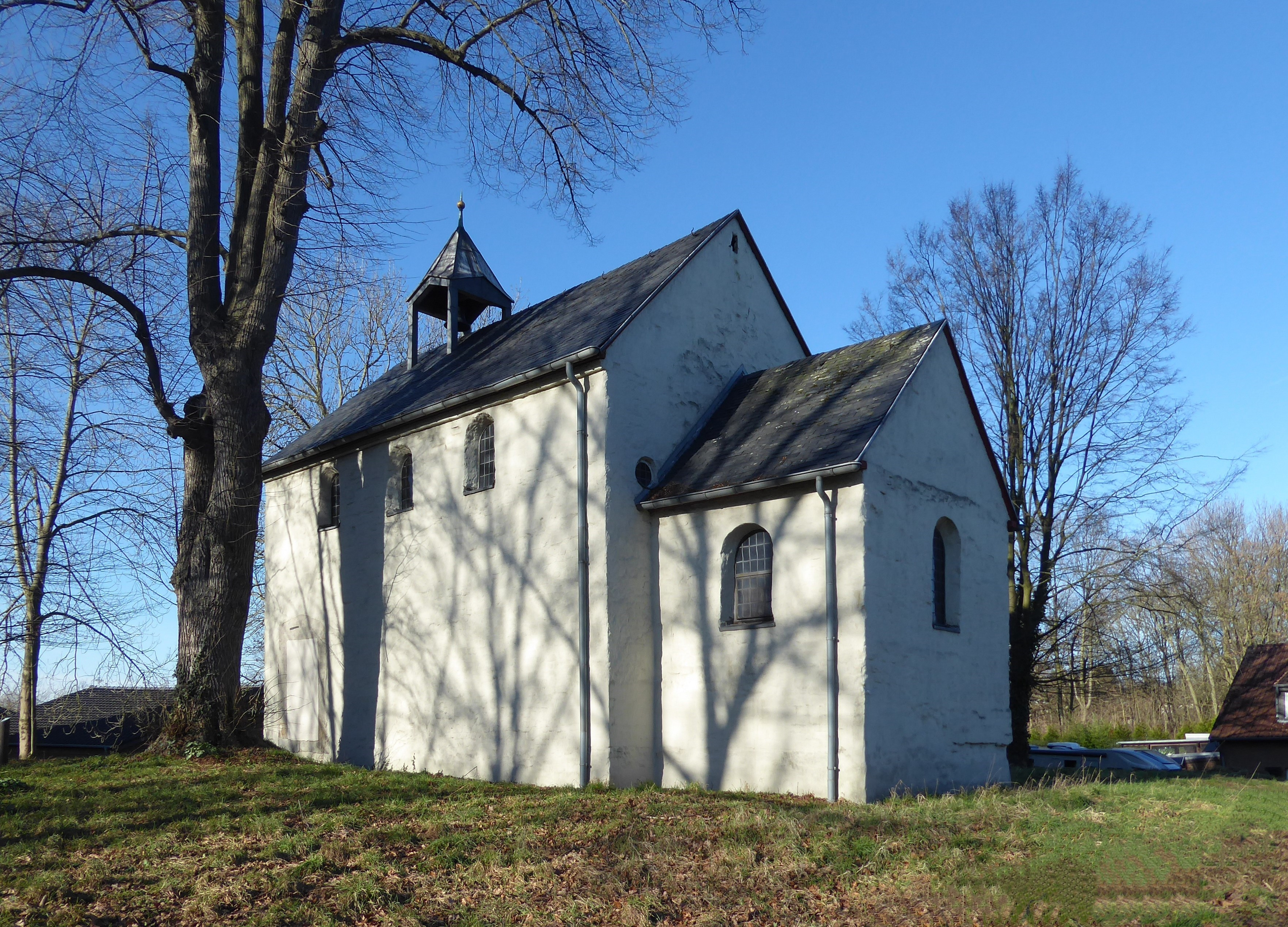
Die Lambertuskapelle

Die Lambertuskapelle ist eine römisch-katholische Kapelle in Ramrath, einem Ortsteil von Rommerskirchen im Rhein-Kreis Neuss. Sie ist zu Ehren des heiligen Lambert von Lüttich (* um 635; †705) geweiht. Das vorromanische Bauwerk gilt als das älteste Gebäude des Rhein-Kreises.

## Geschichte
Die heutige Lambertuskapelle stellt im Kern die ursprüngliche Eigenkapelle des karolingischen Ramrather Hofes dar, die im 9., spätestens im 10. Jahrhundert, als Saalkirche mit eingezogenem Rechteckchor errichtet wurde. Eine Besiedlung ist in Ramrath seit dem 8. Jahrhundert nachgewiesen, daher ging dem Kapellenbau möglicherweise ein hölzerner Vorgängerbau voraus. Die urkundliche Erwähnung des Hofes erfolgte 1285, der Lambertuskapelle 1577. Der Hof mit der Kapelle befand sich bis zur Säkularisation 1802 im Besitz des Kölner Stiftes St. Maria im Kapitol.
Im 12. Jahrhundert wurde der Kapelle ein nördliches Seitenschiff hinzugefügt. 1814 wurde es wieder niedergelegt, 1830 wurden die offenen Arkaden zugemauert. 1949/50 erfolgte eine grundlegende Renovierung mit Öffnung der ursprünglichen vorromanischen Fensteröffnungen und der Seitenschiffsarkaden. Die Wiedererrichtung des Seitenschiffes erfolgte 1961 nach Übernahme der Kapelle durch die Pfarrei St. Stephanus Hoeningen.